# Rui de Sá
Rui Manuel Pinto de Sá de Carvalho, conhecido pelo nome artístico Rui de Sá, é um ator e dobrador português.

## Biografia
Estreou-se em 1983 no musical "Annie" no Teatro Maria Matos.
Seguiram-se várias participações em teatro e televisão.
Em 1999 protagoniza ao lado de Camilo de Oliveira, a série A Loja do Camilo na SIC.
Faz também direção de atores na televisão, dirige grupos amadores e dobragens de animação.
É irmão da também atriz Carla de Sá.

## Televisão
- 1987 - "Palavras Cruzadas"[3]
- 1988 - "Sétimo Direito"[4]
- 1988 - "Histórias da Nossa Terra"[5]
- 1988 - "Turbolento"[6]
- 1990 - "Por Um Fio"[7]
- 1990 - "Euronico"[8]
- 1993 - "O Leitinho do Nené"[9]
- 1994 - "Nico d'Obra[10]
- 1994 - Mighty Morphin Power Rangers
- 1995 - "Desencontros"[11]
- 1996 - "Primeiro Amor"[12]
- 1996 - "Vidas de Sal"[13]
- 1997 - "Era uma Vez"[14]
- 1997 - "Cuidado Com o Fantasma"[15]
- 1998 - "Bom Baião"[16]
- 1998 - "Camilo na Prisão[17]
- 1998 - "Os Lobos"[18]
- 1999 - "O Fura-Vidas[19]
- 1999 - "Um Sarilho Chamado Marina"[20]
- 1999 - "A Loja do Camilo"[21][22]
- 2000 - "Bora Lá Marina"[23]
- 2000 - "Esquadra de Polícia"[24]
- 2001 - "Patilhas e Ventoinha"[25]
- 2002 - "Camilo, o Pendura"[26][27]
- 2002 - "Bons Vizinhos[28]
- 2003 - "Ana e os Sete[29]
- 2003 - "O Teu Olhar"[30]
- 2004 - "Maré Alta[31]
- 2004 - "Inspector Max[32]
- 2004 - "Baía das Mulheres[33]
- 2005 - "Ninguém Como Tu"[34]
- 2005 - "Camilo em Sarilhos"[35]
- 2008 - "Rebelde Way[36]
- 2008 - "Flor do Mar[37]
- 2011 - "Portugal no Coração[38]
- 2013 - "Depois do Adeus[39]
- 2015 - "Jardins Proibidos"[40]
- 2019 - "Alguém Perdeu"

## Teatro (como Ator)
- 1983 - "Annie" - Teatro Maria Matos[41]
- 1988 - "Olha a Bolsa Ó Zé" - Teatro ABC[42]
- 1988 - "O Leitinho do Nené" - Teatro Villaret[43]
- 1990 - "Vitória! Vitória!…" - Teatro Maria Vitória[44]
- 1997 - "Ora Bolas, Pró Parque" - Teatro Maria Vitória[45][46]
- 2007 - "Hip Hop'Arque" - Teatro Maria Vitória[47][48]
- 2009 - "Isto Agora… ou Vai ou Marcha!" - Digressão[49][50]
- 2010 - "Três em Lua de Mel" - Digressão[51][52][53]
- 2017 - "Tempestade num Copo d'Água" - Digressão[54][55]